# Éruption volcanique
Pour l’article homonyme, voir Éruption.

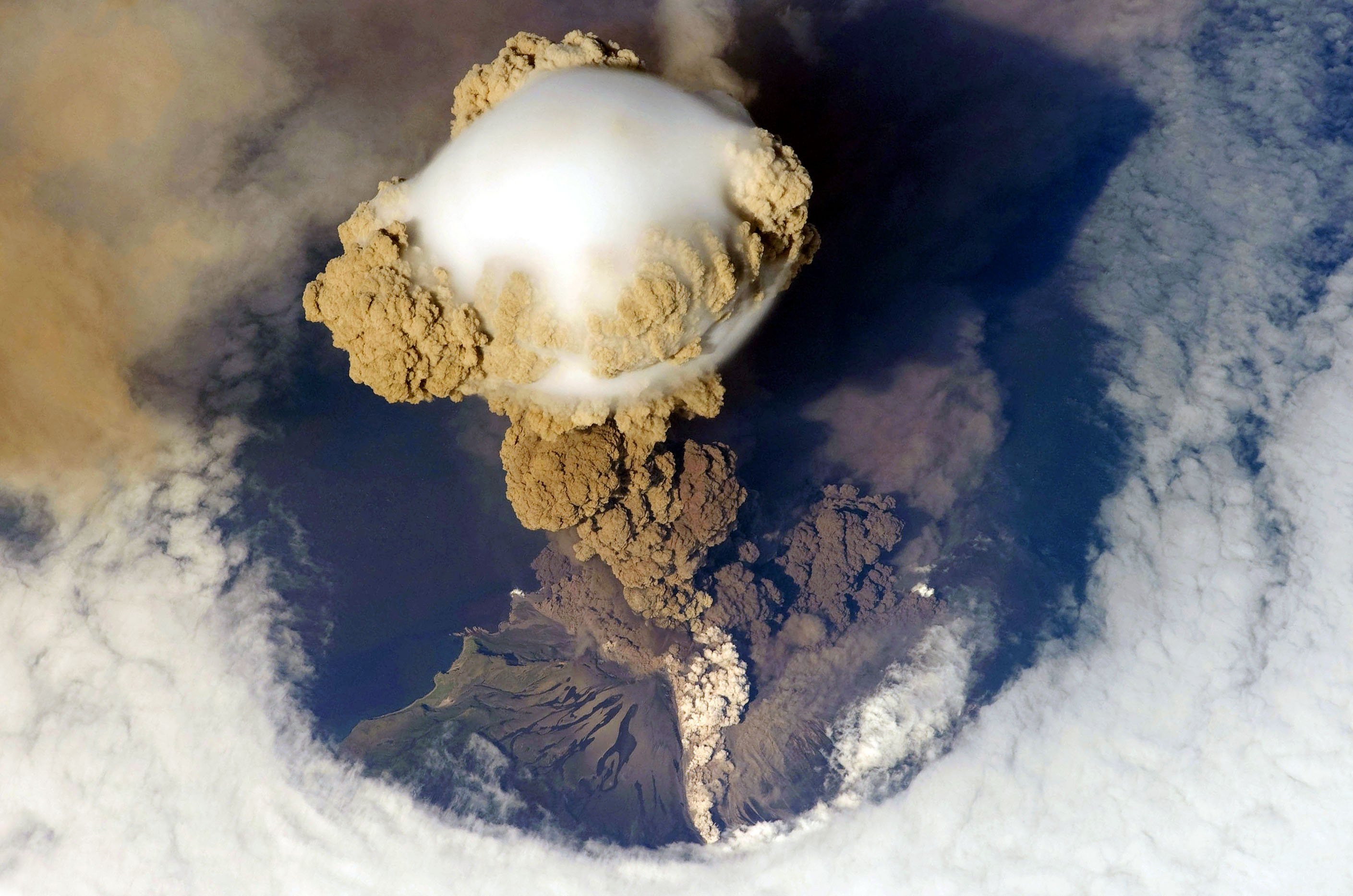
Image satellite du panache volcanique coiffé d'un pileus et de nuées ardentes du Sarytchev en Russie au cours d'une éruption plinienne.

Une éruption volcanique est un phénomène géologique caractérisé par l'émission, par un volcan, de laves ou de pyroclastes accompagnés de gaz volcaniques. Lorsqu'une éruption volcanique provoque des dégâts matériels et des morts parmi l'espèce humaine mais aussi chez d'autres espèces animales ou végétales ce qui est la majorité des cas pour les volcans terrestres, ce phénomène constitue, à courte ou moyenne échéance, une catastrophe naturelle ayant un impact local ou mondial et pouvant bouleverser les habitudes animales, humaines, la topographie, etc.
Des recherches récentes montrent que les éruptions volcaniques ont un impact significatif sur le climat mondial et doivent être considérées comme des phénomènes catalytiques essentiels pour expliquer les changements écologiques et les bouleversements historiques des sociétés humaines.

## Mécanismes
On distingue trois types d'éruptions par leur mécanisme :
- Les éruptions magmatiques sont provoquées par le dégazage du magma sous l'effet d'une décompression, qui produit une baisse de densité, laquelle propulse le magma vers le haut par l'effet de la poussée d'Archimède.
- Les éruptions phréato-magmatiques sont provoquées par le refroidissement brutal du magma par contact avec de l'eau, qui produit son fractionnement et l'augmentation explosive de la surface de contact eau-magma.
- Les éruptions phréatiques sont provoquées par la vaporisation de l'eau en contact avec le magma, qui éjecte les matériaux encaissants, le magma restant en place.

Dans les éruptions magmatiques, le processus dominant lors de l'ascension du magma est son dégazage, dû à l'exsolution des volatils par décompression (principalement l'eau, et plus modestement, le gaz carbonique moins soluble, la quantité de volatils étant contrôlée par la chimie du bain silicaté, sa pression et sa température). « Ce dégazage produit différents effets, sur la viscosité du liquide silicaté, sur le partage entre phases liquide et gazeuse par la nucléation, la croissance et éventuellement la coalescence de bulles de gaz, sur la proportion de la phase solide par la cristallisation de microlites ». La vitesse de remontée des bulles par flottation est inversement fonction de la viscosité du magma au sein duquel elles vont se déplacer et est bien inférieure à la remontée du magma. Si la remontée du magma est suffisamment lente (de l'ordre du cm/s), ces bulles ont tendance à croître, puis coalescer (phénomène de vésiculation), ce qui favorise la perte des volatils vers les parois encaissantes du conduit et empêche le développement de larges surpressions gazeuses, permettant une éruption de type effusif (le magma parvient en surface déjà dégazé). Si la remontée du magma est très rapide (de l'ordre du m/s), les bulles n’ont pas le temps nécessaire pour coalescer, les volatils restent piégés dans le magma et produisent une surpression suffisante pour provoquer la fragmentation du magma à l'origine d'une éruption explosive.

## Fréquence et durée
La durée des éruptions est très variable : certaines durent quelques heures, telle l'éruption du Vésuve en 79 ; sur les quelque 1 500 volcans terrestres actifs, un peu plus de la moitié des éruptions ne dépasse pas deux mois d’activité et un peu plus d'une centaine dure plus d’un an. Il y aurait selon les études 1,5 million de volcans sous-marins à l'origine de 75 % du volume des laves émis chaque année par l'ensemble des volcans.
Il y a habituellement 50 à 70 éruptions paroxystiques terrestres par an, durant en moyenne 15 jours. Le Puʻu ʻŌʻō, une des bouches du Kīlauea à Hawaï, a été en éruption du 3 janvier 1983 au 30 avril 2018, soit pendant 35 ans.
Le tableau suivant donne les différentes répartitions de durée : 
| Durée d'éruption          | Proportion (%) | Total cumulé (%) |
| ------------------------- | -------------- | ---------------- |
| < 1 jour                  | 10             | 10               |
| entre 1 jour et 1 semaine | 14             | 24               |
| entre 1 semaine et 1 mois | 20             | 44               |
| entre 1 et 6 mois         | 28             | 72               |
| entre 6 mois et 1 an      | 12             | 84               |
| entre 1 et 2 ans          | 7              | 91               |
| entre 2 et 5 ans          | 5              | 96               |
| entre 5 et 10 ans         | 2              | 98               |
| entre 10 et 20 ans        | 1              | 99               |
| > 20 ans                  | 1              | 100              |

## Types d'éruptions volcaniques
Plusieurs catégorisations des éruptions ont été proposées au cours du temps. En 1805, George Poulett Scrope distingue les éruptions permanentes, intermédiaires et paroxysmales. En 1891, James Dwight Dana, se base sur les études des volcans hawaïens pour distinguer les éruptions explosives, intermédiaires et calmes. Sous l'impulsion des études sur les volcans italiens par Giuseppe Mercalli en 1907 et l'étude de l'éruption de la montagne Pelée par Alfred Lacroix en 1908, une classification plus complexe s'élabore, basée sur la géométrie des volcans (forme du cône volcanique), leur comportement (explosif ou calme) et les produits qu'ils émettent (nuées ardentes, coulées de lave, blocs, fontaines de lave), ce qui conduit à une classification en quatre types, hawaïen, strombolien, plinien/vulcanien, péléen, enrichie plus tard par le type islandais et le stade solfatarien. Cette classification reste utilisée dans les manuels scolaires bien qu'elle résulte d'une mauvaise interprétation des types d'explosions volcaniques.
Cette catégorisation a évolué vers plusieurs classifications contemporaines, comme la suivante : 
| Type        | Coulées et explosivité                                                                                       | Topographie typique associée |
| ----------- | --- | --- |
| Islandais   | coulées épaisses et étendues émises par des fissures, faible explosivité                                     | boucliers et plaines de lave, cônes alignés le long des fissures                                                                       |
| Hawaïen     | coulées étendues émises par des cheminées centrales, faible explosivité sauf en cas d'explosions phréatiques | dômes, boucliers et longues coulées alimentées par des tubes de lave, cônes de scories, maars, anneaux de tuf...                       |
| Strombolien | coulées souvent absentes, explosivité faible ou modérée                                                      | cônes de scories avec des coulées courtes                                                                                              |
| Vulcanien   | coulées souvent absentes, explosivité modérée ou forte                                                       | cônes de cendres, cratères d'explosion                                                                                                 |
| Vésuvien    | coulées souvent absentes, explosivité modérée à violente                                                     | cônes importants alternant cendre et lave (strato-volcans), vastes dépôts de cendres, cratères d'explosion et caldeiras d'effondrement |
| Plinien     | coulées parfois absentes, explosivité très violente                                                          | vastes dépôts de ponces et de cendres                                                                                                  |
| Péléen      | domes et coulées courtes et épaisses, nuées ardentes, explosivité modérée                                    | dômes, aiguilles, cônes de cendre et de ponce, plaines d'ignimbrites                                                                   |
| Krakatoen   | pas de coulée, explosivité cataclysmique                                                                     | vastes caldeiras d'explosion |

Ces dénominations à partir de noms de volcans ou de régions ne doit pas faire croire que ces volcans ont des éruptions systématiquement du type correspondant, ni donc le fait qu'un volcan est caractérisé par un seul type d'éruption. Elles traduisent simplement le fait que la description du modèle a été faite à partir d'une éruption de ce volcan ou de cette région. En réalité les transformations que subit le magma dans la chambre magmatique induisent une évolution des éruptions tant au cours de la vie du volcan qu'au cours d'un cycle éruptif. Le refroidissement du magma au plafond de la chambre provoque une cristallisation fractionnée de la phase liquide, les premiers cristaux à se former sont des minéraux basiques, plus lourds, qui décantent au fond de la chambre et laissent au sommet un magma enrichi en silice, ce qu'on appelle la différenciation du magma. Ainsi le début d'une éruption, particulièrement si la précédente est ancienne, pourra être caractérisé par une lave plus visqueuse et un type plus explosif que la suite. De plus, sur des périodes longues, le magma a tendance à dissoudre partiellement les roches encaissantes. Pour les volcans continentaux il s'agit en général de minéraux felsiques de la croûte qui vont là aussi enrichir le magma en silice. Dans ce cas plus le volcan vieillira plus sa lave sera visqueuse et ses éruptions explosives. Il y a des exceptions : si la chambre magmatique se trouve dans des sédiments calcaires, comme dans le cas du Vésuve, le magma deviendra de plus en plus basique et les éruptions de moins en moins explosives.

### Éruptions effusives
Les éruptions effusives se caractérisent par l'émission d'un magma assez pauvre en gaz dissous, qui se répand en formant des coulées de lave souvent de grande étendue. Ces éruptions sont relativement calmes, sans grandes explosions. Le seul danger de ces éruptions est l'avancée des coulées de lave (jusqu'à plusieurs dizaines de km/h) : les dégâts économiques peuvent être considérables, mais les populations ont en général le temps d'évacuer leur domicile en emportant quelques affaires.
Le magma émis est très généralement basaltique, pauvre en silice (SiO2) et donc très fluide, et les gaz exsolvés s'en échappent facilement. Il existe aussi des coulées de lave de composition plus riche en silice, et même des coulées d'obsidienne.
Les volcans dont les éruptions sont généralement effusives sont ceux des dorsales médio-océaniques et des points chauds (comme ceux d'Hawaï, le Piton de la Fournaise et l'Etna).

#### Éruption hawaïenne

Schéma d'une éruption hawaïenne.

L'éruption hawaïenne est caractérisée par des laves très fluides, basaltiques et pauvres en silice ce qui permet leur écoulement le long des flancs du volcan parfois sur des dizaines de kilomètres. Le dégazage de la lave est très aisé et son éjection peut se faire soit sous la forme de fontaines de laves de plusieurs centaines de mètres de hauteur et au débit régulier, soit sous la forme d'un lac de lave plus ou moins temporaire prenant place dans un cratère.
Peu dangereuses, ces éruptions peuvent néanmoins occasionner d'importants dégâts lorsque des infrastructures humaines sont touchées par les coulées de lave. Le risque humain est en revanche quasi nul car il n'y a aucun risque d'explosion et la lave laisse le temps d'évacuer.
Les volcans ayant des éruptions de type hawaïen sont le Mauna Kea, le Mauna Loa, le Piton de la Fournaise, le Nyiragongo, l'Erta Ale, etc.
L'indice d'explosivité volcanique de ce type d'éruption va de 0 à 1.

#### Éruption strombolienne

Schéma d'une éruption strombolienne.

Style intermédiaire entre les types hawaïen et vulcanien, le type strombolien émet des laves moyennement fluides sous forme de coulées et des tephras comme des bombes volcaniques, des scories, etc. projetés par des explosions fréquentes. Un nuage de cendre peut s'élever à quelques centaines de mètres de hauteur. La dangerosité dépend de la proximité des implantations humaines.
Les volcans ayant des éruptions de type strombolien sont le Stromboli ou encore l'Etna bien que ce dernier puisse parfois avoir des éruptions vulcaniennes.
L'indice d'explosivité volcanique de ce type d'éruption va de 1 à 2.

### Éruptions explosives
Les éruptions explosives émettent quant à elles des laves andésitiques, riches en silice et donc très visqueuses et libérant leurs gaz volcaniques difficilement. Ces éruptions ne forment pas de coulée de lave mais s'accompagnent plutôt d'explosions produisant de grandes quantités de cendres donnant naissance à des nuées ardentes et des panaches volcaniques. Environ 80 % des éruptions volcaniques se déroulent sur ce type de volcans. Très dangereux car imprévisibles, ces types d'éruptions ne laissent parfois pas le temps d'évacuer les populations menacées par les gaz et les cendres brûlants. Les volcans les plus représentatifs sont les « volcans gris » de la « ceinture de feu du Pacifique » comme le Pinatubo, le Krakatoa, le Mayon ou encore le Merapi.

#### Éruption vulcanienne

Schéma d'une éruption vulcanienne.

Les laves s'écoulent plus difficilement dans le type vulcanien car elles sont plus riches en silice et leur dégazage est moins aisé. Des fontaines et des projections de lave donnent naissance à des coulées qui descendent le long du volcan et peuvent atteindre des constructions en contrebas.
Le risque humain est plus élevé car des projections de pierre ponce, cendres et bombes peuvent se produire et s'élever à plusieurs kilomètres de hauteur. L'éruption type est la dernière éruption du Vulcano entre 1888 et 1890.
L'indice d'explosivité volcanique de ce type d'éruption va de 2 à 5.

#### Éruption péléenne

Schéma d'une éruption péléenne.

Dans ce type d'éruption, la lave pâteuse ne s'écoule quasiment pas et a tendance à former un dôme de lave. Celui-ci, sous la pression du magma, peut se désagréger ou exploser en produisant des nuées ardentes et des panaches volcaniques. Très meurtrier en raison du caractère instable de l'éruption et de la vitesse des nuées ardentes, l'éruption type est celle de la montagne Pelée qui fit 28 000 morts en 1902 en Martinique.
Les volcans ayant des éruptions peléennes sont la montagne Pelée, la Soufrière de Montserrat, la Soufrière de la Guadeloupe, etc.
L'indice d'explosivité volcanique de ce type d'éruption va de 1 à 8.

#### Éruption plinienne

Schéma d'une éruption plinienne.

Dans ce type d'éruption, la lave est extrêmement pâteuse car très riche en silice. Les gaz volcaniques ne pouvant se libérer, la pression augmente dans la chambre magmatique et produit des explosions qui pulvérisent la lave et parfois le volcan en projetant des cendres à des dizaines de kilomètres de hauteur, atteignant ainsi la stratosphère. Le panache volcanique retombe en général sous son propre poids et dévaste les flancs du volcan à des kilomètres à la ronde. La présence de nappes phréatiques sur le chemin de la lave augmente le risque explosif et la dangerosité de ces volcans dont la première description fut celle du Vésuve en 79 par Pline le Jeune et qui détruisit Pompéi.
Les volcans ayant des éruptions pliniennes sont la majorité de ceux formant la « ceinture de feu du Pacifique » tels le Merapi, le Krakatoa, le Pinatubo, le mont Saint Helens ou encore le mont Augustine.
L'indice d'explosivité volcanique de ce type d'éruption va de 3 à 8.

### Éruptions en présence d'eau

#### Éruption surtseyenne

Schéma d'une éruption surtseyenne.

Les éruptions surtseyennes sont des éruptions qui mettent en cause de grandes quantités d'eau. Il s'agit en général d'éruptions sous-marines ou sous-lacustres proches de la surface, en général moins de cent mètres de profondeur, ou sous-glaciaires lorsque la chaleur du magma parvient à faire fondre de grandes quantités de glace.
Les volcans sous-marins ou sous-lacustres parvenant à atteindre la surface émergent de l'eau pour former une île au cours d'une éruption surtseyenne. L'île de Surtsey, qui a donné son nom à ce type d'éruption, est née de la sorte en 1963.
Lors d'une éruption surtseyenne, la surface du volcan se trouve à quelques mètres ou quelques dizaines de mètres sous la surface de l'eau. La pression de l'eau n'est alors plus suffisante pour éviter l'explosion de la lave à son contact. Des explosions « cypressoïdes », en forme de cyprès, se produisent alors, mélangeant lave et tephras refroidis, eau liquide et vapeur d'eau. Une fois que l'île a émergé, l'éruption se prolonge de manière classique selon le type de magma.
Si l'éruption est sous-glaciaire, il faut que l'eau de fonte se retrouve piégée au-dessus du volcan pour provoquer une éruption surtseyenne. Le Nevado del Ruiz n'a pas provoqué d'éruption surtseyenne lors de son éruption en 1985 car l'eau provenant de la fonte des glaces au sommet du volcan a dévalé les pentes du volcan en formant des lahars qui détruisirent la ville d'Armero. En revanche l'éruption du Grímsvötn en 1996 sous le Vatnajökull s'est transformée en éruption surtseyenne car les eaux de fonte de la calotte glaciaire ont formé un lac au-dessus du volcan. Lors de l'arrivée du magma à la surface, des projections cypressoïdes ont traversé la glace et le lac s'est vidé sous la forme d'un jökulhlaup.
L'indice d'explosivité volcanique de ce type d'éruption va de 2 à 5 mais il dépend grandement du type de magma, selon qu'il est basaltique ou andésitique.

#### Éruption sous-glaciaire

Schéma d'une éruption sous-glaciaire.

#### Éruption sous-marine

Schéma d'une éruption sous-marine.

#### Éruption phréatique

Schéma d'une éruption phréatique.

## Éruptions les plus meurtrières
| Éruption                              | Volcan          | Pays                | Date | Nombre de morts |
| ------------------------------------- | --------------- | ------------------- | ---- | --- |
| Éruption du Samalas en 1257           | Samalas         | Indonésie           | 1257 | Non estimé (mais extermination du royaume de Lombok, ainsi qu'une partie des populations des iles de Bali et Sumbawa, en Europe, aggravation des disettes en famines fortement mortifères). |
| Éruption du Tambora en 1815           | Tambora         | Indonésie           | 1815 | 92 000 |
| Éruption du Krakatoa en 1883          | Krakatoa        | Indonésie           | 1883 | 36 417 |
| Éruption du Vésuve en 79              | Vésuve          | Italie              | 79   | > 1 500 corps retrouvés, < 33 000 habitants probables de la région |
| Éruption de la montagne Pelée en 1902 | Montagne Pelée  | France (Martinique) | 1902 | 29 000 |
| Éruption du Nevado del Ruiz en 1985   | Nevado del Ruiz | Colombie            | 1985 | 25 000 |
| Éruption du mont Unzen en 1792        | Mont Unzen      | Japon               | 1792 | 15 000 |
| Éruption du Kelud en 1586             | Kelud           | Indonésie           | 1586 | 10 000 |
| Éruption du Laki en 1783              | Laki            | Islande             | 1783 | 9 336 |
| Éruption du Santa María en 1902       | Santa María     | Guatemala           | 1902 | 6 000 |
| Éruption du Kelud en 1919             | Kelud           | Indonésie           | 1919 | 5 115 |

## Prévision de la distance d'impact des téphras et de leur vitesse
Lors d’une éruption volcanique, un volcan projette de la lave et des téphras. Pour estimer l'endroit où ces projections vont tomber, on peut utiliser les équations suivantes :

### Prévision de la distance
{\displaystyle \Delta d_{\mathrm {h} }=V_{\mathrm {i} }\,\Delta t\,\cos \theta }
{\displaystyle \Delta d_{\mathrm {v} }=V_{\mathrm {i} }\,\Delta t\,\sin \theta +{\frac {1}{2}}g\,(\Delta t)^{2}}
avec :
{\displaystyle \Delta d_{\mathrm {h} }} : distance horizontale ;
{\displaystyle \Delta d_{\mathrm {v} }} : distance verticale ;
{\displaystyle V_{\mathrm {i} }} : module de la vitesse initiale ;
{\displaystyle \Delta t} : temps ;
{\displaystyle g} : accélération de la pesanteur ;
{\displaystyle \theta } : angle de la vitesse initiale avec l'horizontale.

### Prévision de la vitesse
Le professeur Lionel Wilson, de l’Université de Lancaster, utilise le théorème de Bernoulli modifié pour calculer la vitesse d'éjection des projections :
{\displaystyle {\frac {1}{2}}U_{s}^{2}={\frac {P_{i}-P_{s}}{S_{c}}}}
avec :
{\displaystyle U_{s}} - Vitesse d'éjection
{\displaystyle P_{i}} - Pression dans le gaz
{\displaystyle P_{s}} - Pression atmosphérique
{\displaystyle S_{c}} - Densité du magma
Wilson utilise également une seconde équation dérivée du théorème de Bernoulli, l’équation du canon, qui est utilisée pour calculer la vitesse de projectiles rapides passant par une ouverture étroite :
{\displaystyle P_{i}={\frac {4mU_{s}^{2}}{27gAb}}}
avec :
{\displaystyle P_{i}} - Pression initiale
{\displaystyle m} - Masse du projectile
{\displaystyle U_{s}} - Vitesse d'éjection
{\displaystyle g} - Accélération gravitationnelle
{\displaystyle A} - Région où la pression est appliquée
{\displaystyle b} - Constante de Bernoulli

### Sources et bibliographie
- (en) Physics of Eruptions sur ffden-2.phys.uaf.edu
- Origine des volcans sur http://ici.radio-canada.ca